# Nationaal park Khao Kitchakut
Het Nationaal park Khao Kitchakut is een nationaal park in de provincie Chantaburi, Thailand. Het heeft een oppervlakte van 59 km² en is veel bezocht door pelgrims omdat er op de top van de Khao Phrabat een voetafdruk van Gautama Boeddha is. In het park zijn twee grote watervallen, namelijk de Krathinwaterval en de Changsaywaterval. De hoogste berg van het park is de granieten Khao Phrabat (1085 m).
Het Nationaal park Khao Kitchakut is van groot belang voor de economie van het gebied, omdat de hellingen dienen als waterresevoirs voor de boomgaarden.
In het Nationaal park Khao Kitchakut leven 53 soorten vogels.

## Dieren
In het park komen onder andere de volgende dieren voor:
- Maleise beer
- Bosoehoe
- Zilverfazant
- Goliathkikker
- Beermarter
- Aziatische olifant
- Kuifgibbon